# مارتن إدواردز (مؤلف)
مارتن إدواردز (بالإنجليزية: Martin Edwards)‏ (7 يوليو 1955 في المملكة المتحدة)؛ ناقد، كاتب، قانوني وروائي بريطاني. درس في كلية باليول بجامعة اوكسفورد.